# Glyphoderus centralis
Glyphoderus centralis là một loài bọ cánh cứng trong họ Bọ hung (Scarabaeidae).